# Szlak po Parku Bolimowskim
 Szlak po Parku Bolimowskim – żółty znakowany szlak turystyczny pieszy o długości  43 km przebiegający przez Bolimowski Park Krajobrazowy.

## Przebieg
- Łowicz (PKS, PKP)
- Arkadia
- Nieborów
- Bolimów
- Bolimowski Park Krajobrazowy
- Skierniewice
- Stara Rawa (PKS)